# بنی هاگ
بنی هاگ (سوئدی: Benny Haag؛ زادهٔ ۸ مهٔ ۱۹۶۱) بازیگر اهل سوئد است.
از فیلم‌ها یا مجموعه‌های تلویزیونی که وی در آن‌ها نقش داشته‌است، می‌توان به مادربزرگ و پروردگارمان و دوران گرگ اشاره نمود.